# Helenekilde (Hammer Bakker)
 For alternative betydninger, se Helenekilde. (Se også artikler, som begynder med Helenekilde)
Helenekilde er en udtørret kilde i Hammer Bakker nord for Aalborg.
Den udtørrede kilde ligger ca. 200 m sydvest for Hammer Kirke. Der er rejst en mindesten på stedet af Historisk Samfund i Aalborg i 50'erne.

## Historie
Helt til tiden efter Reformationen i 1500-tallet blev kilden anset for at være hellig og have sundt, rensende og helbredende vand. Selve navnet antyder en forbindelse til oldkirkelige traditioner omkring Sankt Helena, kejser Konstantins berømte mor, der bosatte sig i Det Hellige Land og blandt andet lod Fødselskirken i Betlehem opføre i starten af 300-tallet. Andre kirker i Vendsyssel har også forbindelser til den samme oldkirkelige tradition.

Såfremt teorien er rigtig, er det muligt, at den første Hammer Kirke kunne have været indviet til Sankt Helena. 
Helt op i 1800-tallet blev vand fra kilden brugt til dåbshandlinger. 
I dag er kilden udtørret, idet man under ombygning af præstegården til Hammer Kirke manglede vand og byggede et afløb fra kilden til præstegården.   
57°8′59.1″N 10°0′33.41″Ø / 57.149750°N 10.0092806°Ø